# Хангир
Ханги́р — улус в Еравнинском районе Бурятии. Входит в сельское поселение «Усть-Эгитуйское».

## География
Расположен на правобережье Уды (в 1 км к северу от русла реки), в 22 км (по автодороге вдоль Уды) к востоку от центра сельского поселения — улуса Усть-Эгита, в 55 км к юго-западу от районного центра — села Сосново-Озёрское, в 9 км южнее межрегиональной автодороги Р436 Улан-Удэ — Романовка — Чита. В 1 км западнее улуса находится небольшое озеро Хангир, имеющее сток в Уду.

## Население
| 2002 | 2010 |
| ---- | ---- |
| 85   | ↘73  |

## Достопримечательности
- Незамерзающий целебный источник Хангирский аршан.